# Íssids
Els íssids (Issidae) són una família d'hemípters del subordre Auchenorrhynca.

## Subfamílies
- Caliscelinae Melichar, 1906
- Hemisphaeriinae Melichar, 1906
- Issinae Spinola, 1839
- Tonginae Kirkaldy, 1907
- Trienopinae Fennah, 1954
- Ommatidiotinae